# Try Boy,Try Girl
《Try Boy,Try Girl》是前田亘輝的第4張（件）的單人曲子。CD「SRDL3758」。

## 簡介
- 是前田亙輝的最大的流行的歌曲、CD的出貨張數是用突破100萬張（件）的那樣的銷售額超過當時的「TUBE」的那樣。

被1993年用日本TV系被廣播的世界運動場chanpionzukappu的主題歌起用了。

## 収録曲
1. Try Boy,Try Girl
  - 作詞：前田亘輝／作曲・編曲：UNI
  - 到以前在相冊中的收錄率高(貴)的重搖滾樂風格的樂曲看到單人4作品被認為是發佈。1節向主題男性，2節向主題女性，也能向各自的助威歌的見解。
2. Face To Face
  - 作詞・作曲：前田亘輝／編曲:葉山武
  - 是寬鬆的中等號碼拍子的樂曲。被6th相冊「前田亙輝&His Blues Friends」收錄的樂曲的全篇前田亙輝Vocal版。#Try Boy,Try Girl（Original Karaoke）

## 参加者
- 青山純：鼓
- 池田大介：鍵盤
- 大黑摩季：合唱 是不是(#1)
- 勝田樹：薩克斯管
- 寺澤功一：基本
- 松川敏也：吉他

Template:前田亘輝